# Qazāqolī
Qazāqolī (persiska: غَزاغی, Ghazāghī, قزاقلی) är en ort i Iran.   Den ligger i provinsen Golestan, i den norra delen av landet, 400 km nordost om huvudstaden Teheran. Qazāqolī ligger 36 meter över havet och antalet invånare är 932.
Terrängen runt Qazāqolī är mycket platt. Runt Qazāqolī är det ganska tätbefolkat, med 65 invånare per kvadratkilometer. Närmaste större samhälle är Gonbad-e Kāvūs, 12,2 km öster om Qazāqolī. Trakten runt Qazāqolī består till största delen av jordbruksmark.